# Cyosoprocta funebris
Cyosoprocta funebris là một loài ruồi trong họ Tachinidae.